# Атаго (крейсер)

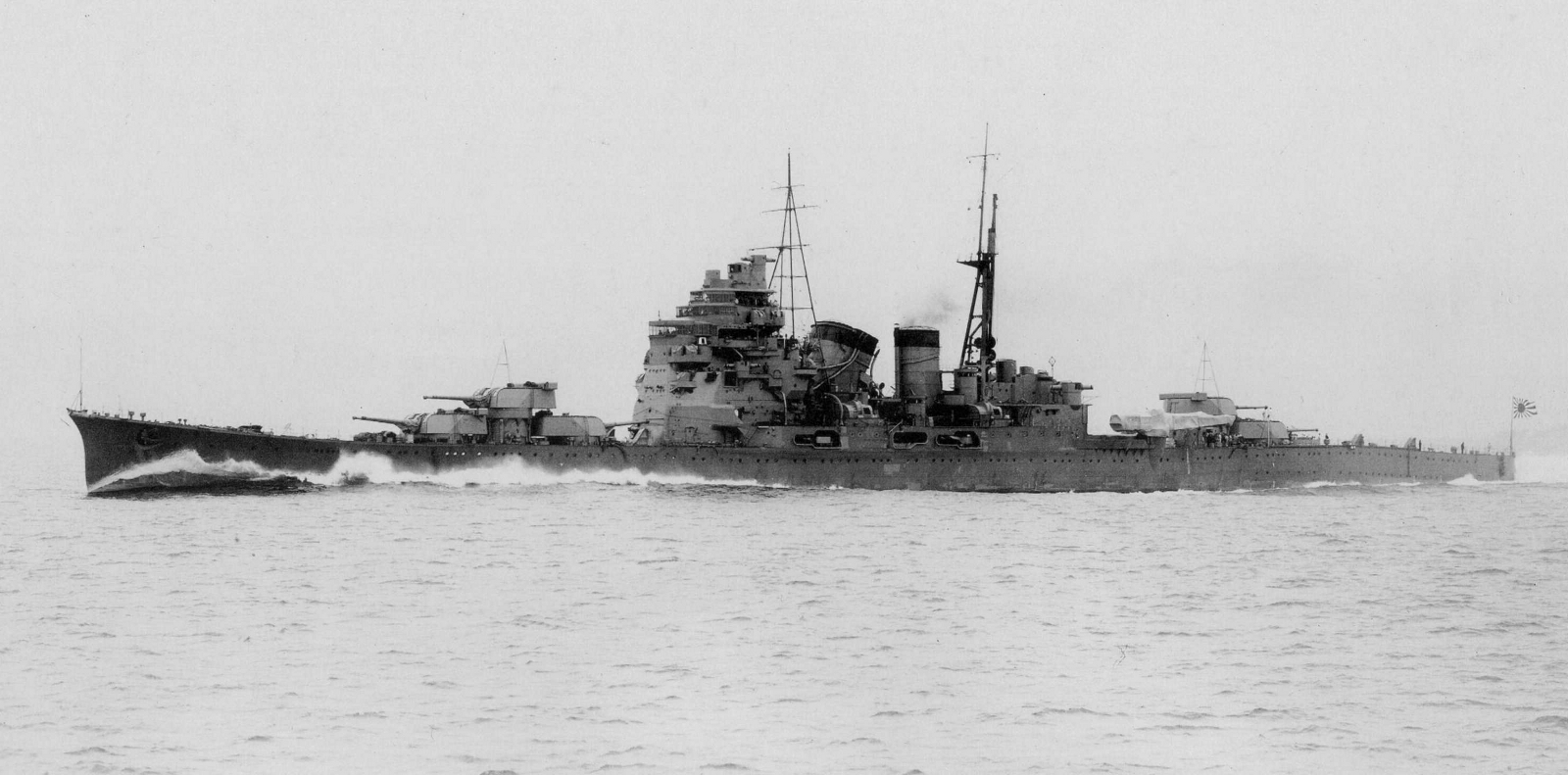
Атаго на ходових випробуваннях у 1932 році

Атаго (Atago, яп. 愛宕) — важкий крейсер Імперського флоту Японії, який взяв участь у Другій світовій війні.
Корабель, який належав до крейсерів типу «Такао», спорудили у 1932 році на верфі ВМФ у Куре.
2 грудня 1941-го Атаго прибув з Японії до Мако (важлива база японського ВМФ на Пескадорських островах у південній частині Тайванської протоки). Він належав до 4-ї дивізії крейсерів, проте відповідно до складеного японським командуванням плану цей підрозділ не вступав у війну єдиним загоном. Атаго і ще один крейсер увійшли до складу загону великих артилерійських кораблів адмірала Кондо, який також мав два лінкори та повинен був забезпечувати прикриття вторгнення до Малаї та на північ Філіппін. 4 грудня загін полишив базу й попрямував на південь у район острова Пуло-Кондоре (наразі Коншон, неподалік від південного завершення В'єтнаму), оскільки найбільшою вважалась загроза від британських сил у Сінгапурі. Дійсно, після опівдня 9 грудня японський підводний човен повідомив про рух із Сінгапуру ворожої ескадри, головну силу якої становили 2 лінкори. На світанку 10 грудня до головних сил Кондо приєднались ще 5 важких крейсерів, проте цього разу вступити в бій їм не довелось, оскільки тієї ж доби японська базова авіація потопила обидва ворожі лінкори. 11 грудня Атаго разом з головними силами Кондо прибув до бухти Камрань (центральна частина В'єтнаму).
З 14 по 17 грудня 1941-го Атаго разом із загоном Кондо виходив із Камрані в межах операції з проведення Другого Малайського конвою, який рушив із тієї ж бухти на добу раніше та розпочав розвантаження на півострові Малакка 16 числа.
Наступна операція була пов'язана з висадкою головних сил на філіппінський острів Лусон (до того японці вже провели шість допоміжних десантів у північній частині архіпелагу, дистанційне прикриття яких провадили крейсерські загони). 20 грудня загін Кондо вийшов з Камрані, в ніч проти 22 грудня 1941-го розпочалось десантування в затоці Лінгайєн (північно-західне узбережжя Лусону), яке не зустріло протидії зі сторони надводних сил союзників, а 24 грудня Атаго знову прибув у Камрань.
Успішний розвиток операцій у Малаї та на Філіппінах призвів до рішення перенаправити сили Кондо на ще один бойовий напрямок, де японські війська розвивали наступ на схід Нідерландської Ост-Індії з півдня Філіппін. 8—11 січня 1942-го загін Атаго перейшов з Камрані до Мако, а 14—18 січня пройшов до Палау в західній частині Каролінських островів. З 21 по 25 січня 1942-го з'єднання Кондо виходило з Палау для прикриття двох ударних авіаносців, які 24 січня завдали удару по острову Амбон. При цьому воно розділилось на дві групи, що діяли на захід і південь від Палау, і Атаго перебував у складі останньої.
18—21 лютого 1942-го Атаго разом з основними силами Кондо перейшов з Палау до затоки Старінг-Бей на південно-східному півострові острова Целебес (тут певний час базувались значні сили японського флоту). 25 лютого 1942-го Атаго та два інші важкі крейсери 4-ї дивізії під прикриттям есмінців «Арасі» та «Новакі» вийшли зі Старінг-Бей у межах операції вторгнення на Яву. Вони становили один із загонів, що мали перехоплювати ворожі кораблі та судна, які спробують полишити цей головний острів Нідерландської Ост-Індії. 2 березня Атаго разом з важким крейсером «Такао» перехопили і потопили британський есмінець HMS Pillsbury. 4 березня загін Атаго у повному складі зустрів конвой, що прямував із Чілачапа (південне узбережжя Яви) до австралійського Фрімантлу. Конвой, до якого входили три транспорти під ескортом шлюпа та тральщика, був повністю втрачений для союзників (усі крейсери взяли участь у бою, проте вважається, що вирішальний внесок у потоплення шлюпа Yarra зробив саме Атаго, а судно Tjisaroea захопили есмінці). Тієї ж доби «Атаго» захопив нідерландське судно Duymaer Van Twist (1030 GRT), яке згодом використовуватимуть японці як «Дай-Мару» (у травні 1945-го буде потоплене союзною авіацією на сході Індонезії). 7 березня Атаго повернувся до Старінг-Бей.
18 березня 1942-го вирушив у інспекційний рейс на Атаго. Крейсер у супроводі двох есмінців вийшов зі Старінг-Бей та послідовно відвідав Таракан, Балікпапан (центри нафтовидобувної промисловості на Борнео), Макассар (південно-західний півострів острова Целебес), Сінгапур, Пенанг (порт на західному узбережжі півострова Малакка) та Камрань (бухта на узбережжі В'єтнаму).
11–17 квітня 1942-го Атаго здійснив перехід з Камрані до японського порту Йокосука, де мав пройти ремонт (відомо, що під час якогось випадку в 1942-му Атаго замість 4 одиночних 120-мм гармат отримав 4 спарені 127-мм зенітні установки). Втім, спершу йому довелось взяти участь у операції, викликаній «рейдом Дуліттла». 18 квітня 1942-го американські літаки здійснили перший наліт на Японію і японський флот вийшов у море у спробі наздогнати ворога. Зокрема, до операції залучили Атаго та два інші крейсери 4-ї дивізії, при цьому досягнути якихось результатів не вдалось і 23 квітня «Атаго» повернувся до Йокосуки.
27 травня 1942-го Атаго та інший крейсер 4-ї дивізії вирушили із Внутрішнього Японського моря в межах операції з оволодіння атолом Мідвей. Вони належали до з'єднання великих артилерійських кораблів адмірала Кондо, яке загалом налічувало 2 лінкори та 4 важкі крейсери під охороною легкого крейсера та 7 есмінців. Після катастрофічної поразки авіаносного з'єднання в битві 4 червня висадку на Мідвеї скасували, а 14 червня Атаго повернувся до Японії.
7 серпня 1942-го союзники висадились на сході Соломонових островів, що започаткувало шестимісячну битву за Гуадалканал та змусило японське командування перекидати сюди підкріплення. 11 серпня Атаго вийшов із Йокосуки у складі великого загону надводних кораблів, який загалом налічував 1 лінкор, 5 важких крейсерів та 1 гідроавіаносець під охороною легкого крейсера та 10 есмінців. 17 серпня вони прибули на атол Трук у центральній частині Каролінських островів (тут ще до війни створили потужну базу японського ВМФ, з якої до лютого 1944-го провадились операції у цілому ряді архіпелагів). 20 серпня з Труку в межах операції з проведення конвою з великими підкріпленнями для Гуадалканалу вийшли кілька з'єднань, зокрема «Атаго» разом зі ще 4 важкими крейсерами під охороною легкого крейсера та 5 есмінців становив головні сили адмірала Кондо. 24 серпня відбулась битва авіаносних з'єднань біля східних Соломонових островів, а наступного дня рух конвою остаточно припинився внаслідок ударів авіації з наземних аеродромів. Певний час кораблі Кондо, які так і не вступили у бій з надводними силами ворога, перебували у морі, а 5 вересня повернулись на Трук.
9 вересня 1942-го «Атаго» вийшов з Труку у складі з'єднання із 2 лінкорів та 5 важких крейсерів, щоб у взаємодії з іншим угрупованням (2 авіаносці, легкий авіаносець, 2 лінкори та 3 важкі крейсери) патрулювати північніше від Соломонових островів у межах підтримки операцій на Гуадалканалі. Втім, цього разу до якогось зіткнення з супротивником не дійшло і 23 вересня японські сили повернулись на Трук.
11 жовтня 1942-го «Атаго» вийшов з Труку у складі головних сил адмірала Кондо, які включали 2 лінкори і ще 3 важкі крейсери (а також 2 придані їм важкі авіаносці). Разом з двома іншими з'єднаннями (всього 2 важкі та 1 легкий авіаносці, 2 лінкори та 4 важкі крейсери) вони знову мали завдання підтримати операції на Гуадалканалі. В останній декаді жовтня відбулась битва біля островів Санта-Круз, під час якої все вирішила дуель авіаносців, а надводні сили так і не вступили у бій. 30 жовтня 1942-го кораблі Кондо повернулись на Трук.
На початку листопада 1942-го японське командування готувало проведення до Гуадалканалу великого конвою з підкріпленнями, що в підсумку вилилось у вирішальну битву надводних кораблів біля острова. 9 листопада «Атаго» знову рушив з Труку у складі головних сил Кондо, які включали 2 лінкори і ще 2 важкі крейсери (а також 1 приданий їм важкий авіаносець, який єдиний залишився на Труці після битви при Сант-Круз). Вони повинні були прикривати загін адмірала Абе, який напередодні підходу транспортів мав провести артилерійський обстріл аеродрому Гендерсон-Філд (за місяць до того така операція відбулась доволі вдало). У ніч проти 13 листопада біля Гуадалканалу загін Абе перестріло американське з'єднання із крейсерів та есмінців, яке зазнало значних втрат, проте зірвало обстріл аеродрому. Як наслідок, «Атаго» та ще один важкий крейсер передали для формування нового загону, що мав все-таки провести бомбардування Гендерсон-Філд у ніч проти 15 листопада. Крейсери з'єдналися з одним лінкором із колишніх сил Абе (другий лінкор загинув у бою 13 числа) та попрямували до Гуадалканалу. Цього разу операцію зірвало американське з'єднання, головну силу якого становили два лінкори. «Атаго» та інший важкий крейсер спершу безрезультатно випустили вісім торпед по лінкору «Вашингтон», а потім змогли вразити лінкор USS South Dakota сімнадцятьма 203-мм і п'ятьма 155-мм снарядами та завдали останньому значних пошкоджень. Втім, USS Washington спромігся завдати фатальних пошкоджень японському лінкору, що й призвело до поразки японців та остаточного провалу їхньої операції. 18 листопада «Атаго» прибув на Трук.
12—17 грудня 1942-го «Атаго» пройшов до Куре, а 21—25 січня 1943-го повернувся на Трук. 31 січня 1943-го «Атаго» вийшов з Трука у складі великого з'єднання, яке включало ще 3 важкі крейсери, 2 важкі та 1 легкий авіаносці, 2 лінкори під ескортом легких крейсерів та есмінців. Завданням загону було патрулювання північніше від Соломонових островів задля прикриття евакуації японських сил з Гуадалканалу. Остання завершилась 9 лютого й тоді ж «Атаго» повернувся на Трук.
Із завершенням битви за Гуадалканал інтенсивність бойових дій у регіоні істотно знизилась. Упродовж кількох місяців «Атаго» залишався на Труці, проте не виходив для нових операцій. 30 червня союзники висадились у центральній частині Соломонових островів на архіпелазі Нью-Джорджія, що започаткувало нову тримісячну битву, проте «Атаго» не брав у ній участі й 21—26 липня крейсер пройшов до Йококсуки для ремонту, під час якого отримав дві строєні установки 25-мм зенітних автоматів (що довело загальну кількість таких стволів на кораблі до 18 одиниць).
17—23 серпня 1943-го «Атаго» пройшов з Йокосуки на Трук у складі великого угруповання, яке також включало 1 ескортний авіаносець, 3 лінкори та ще один важкий крейсер. Далі «Атаго» 25—27 серпня перейшов до Рабаула (головна передова база в архіпелазі Бісмарка, з якої здійснювались операції на Соломонових островах та сході Нової Гвінеї) для доставлення туди доправлених з Японії військ. І цього разу крейсер не стали використовувати в боротьбі за Нью-Джорджію, так що 29 серпня «Атаго» вже повернувся на Трук.
У середині вересня 1943-го американське авіаносне з'єднання здійснило рейд проти зайнятих японцями островів Гілберта (лежать південніше від Маршаллових островів). У відповідь 18 вересня з Труку на схід вийшли значні сили (2 авіаносці, 2 лінкори, 7 важких крейсерів та інші кораблі), до яких належав і «Атаго». Японці попрямували до атола Еніветок (крайній північний захід Маршаллових островів), проте в підсумку так і не вступили в контакт із союзними силами та 25 вересня повернулись на базу.
На початку жовтня 1943-го американське авіаносне з'єднання завдало удару по острову Вейк (північніше від Маршаллових островів) без жодної суттєвої реакції зі сторони ворожого флоту. Зате за кілька тижнів японці на основі радіоперехоплення вирішили, що готується нова атака на Вейк, і 17 жовтня вислали з Труку до Еніветоку головні сили (3 авіаносці, 6 лінкорів, 8 важких крейсерів та інші кораблі), разом з якими прямував і Атаго. Цей флот кілька діб безрезультатно очікував ворога, при цьому 23 жовтня «Атаго» виходив у район на південний захід від Вейка. У підсумку 26 жовтня японці повернулись на Трук.
1 листопада 1943-го союзники здійснили висадку на острові Бугенвіль, лише за чотири сотні кілометрів на південний схід від Рабаула. З останнього в межах контрзаходів вийшов загін, найбільшими кораблями якого були два важкі крейсери, але в ніч проти 2 листопада він зазнав поразки в бою в затоці Імператриці Августи. Готуючись до нової контратаки, японське командування 3 листопада вислало з Труку до Рабаулу одразу сім важких крейсерів, і серед них «Атаго». 5 листопада шість крейсерів досягнули пункту призначення (сьомий перенаправили для допомоги пошкодженим танкерам), проте цього ж дня Рабаул уперше став ціллю для американського авіаносного угруповання. Унаслідок атаки одразу 5 важких крейсерів пошкодили, що фактично остаточно нейтралізувало загрозу для сил вторгнення на Бугенвіль (хоча японське командування помилково вважало, що ворожі сили істотно послаблені внаслідок бою 2 листопада). Неподалік від «Атаго» вибухнули три 224-кг бомби, що призвело до надходження води в корпус у районі частини котельних та машинних відділень, загинуло 22 члени екіпажу. Втім, того ж 5 листопада «Атаго» покинув Рабаул разом з важким крейсером «Такао» та 7 листопада прибув на Трук. 11—15 листопада «Такао» пройшов до Йокосуки на ремонт, який тривав до кінця грудня. При цьому змонтували додаткові вісім одинарних установок 25-мм зенітних автоматів (що довело загальну кількість таких стволів на кораблі до 26 одиниць).

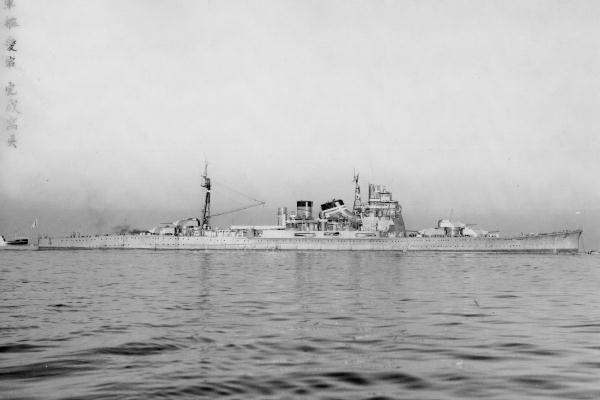
Атаго у 1939 році в Йокосуці

4—9 січня 1944-го «Атаго» пройшов з Йокосуки на Трук. Втім, японське командування вже розуміло, що Трук втратив своє значення і подальше базування тут значних сил наражає їх на небезпеку. Як наслідок, майже всі великі кораблі вивели звідси, зокрема 10—13 лютого «Атаго» та ще 3 важкі крейсери під охороною 4 есмінці пройшли до Палау, а базу на Труці вже 17 лютого розгромило американське авіаносне з'єднання. 29 березня — 2 квітня 1944-го всі крейсери з Палау (сюди також прибув з Японії ще один важкий крейсер) перешли до Давао (південне узбережжя філіппінського острова Мінданао), при цьому вже на наступний день після їх відбуття база на Палау була розгромлена при рейді авіаносного з'єднання. А 7—9 квітня цей загін (до якого приєднався легкий крейсер, що прибув у Давао з Японії) пройшов у район Сінгапуру до якірної стоянки Лінгга, де зосередились головні сили японського флоту (дії підводних човнів на комунікаціях вкрай ускладнювали доставку палива до Японії та призвели до рішення базувати флот у Південно-Східній Азії поблизу від районів нафтовидобутку).
11—13 травня 1944-го «Атаго» пройшов з Лінгга до Таві-Таві (у філіппінському архіпелазі Сулу поряд з нафтовидобувними районами острова Борнео). На той час японське командування очікувало швидкої ворожої атаки на головний оборонний периметр імперії, що після відходу з Труку проходив через Маріанські острови, Палау та захід Нової Гвінеї, а тому перевело флот ближче до цих районів. 12 червня американці розпочали операцію з оволодіння Маріанськими островами і наступної доби японський флот рушив для контратаки, при цьому «Атаго» належав до загону «С» адмірала Куріти. У битві 19—20 червня у Філіппінському морі японці зазнали важкої поразки, хоча «Атаго» не довелося вступити в бій. 22 червня «Атаго» прибув на Окінаву, а 24 червня вже був у Внутрішньому Японському морі.
У Куре на «Атаго» вчергове підсилили зенітне озброєння завдяки встановленню 4 строєних та 22 одиночних установок 25-мм зенітних автоматів (тепер таких стволів на кораблі було вже 60). А 8—16 липня 1944-го «Атаго» разом з головними силами флоту прямував з Куре до Сінгапуру, де до кінця липня пройшов короткочасний ремонт. Після цього крейсер перейшов на якірну стоянку Лінгга, та залишався там більш як два місяці (за виключенням кількаденного рейсу до Сінгапуру та назад наприкінці серпня).
18 жовтня 1944-го головні сили японського флоту полишили Лінгга для підготовки до протидії неминучій ворожій атаці на Філіппіни. Вони пройшли через Бруней, після чого розділились на два з'єднання. «Атаго» увійшов до ескорту головних сил адмірала Куріти, які мали прямувати через північну частину внутрішніх морів Філіппін. Втім, «Атаго» не зміг дійти туди, оскільки вранці 23 жовтня під час переходу уздовж західного узбережжя острова Палаван з'єднання Куріти пройшло через район дії кількох американських підводних човнів. «Атаго», в який влучили чотири торпеди з субмарини «Дартер», затонув через 20 хвилин. Загинуло 360 членів екіпажу, але сім сотень моряків підібрали — 529 на есмінець «Кісінамі», а 171 на есмінець «Асасімо».
Можливо відзначити, що «Дартер» також пошкодив важкий крейсер «Такао», а при спробі добити його сів на мілину та був знищений екіпажем з метою запобігання потрапляння його противникові.